# Код
Код — взаимно однозначное отображение конечного упорядоченного множества символов, принадлежащих некоторому конечному алфавиту, на иное, не обязательно упорядоченное, как правило более обширное множество символов для кодирования передачи, хранения или преобразования информации.
Код — инфо-последовательность, записанная на носитель информации; Передача кода — это сигнал в медиа-среде.
Например, код Морзе, в котором любая буква/символ кодируются последовательностями точек и тире. Иной пример — кодирование букв, чисел и символов последовательностями логических нулей и единиц в компьютерах. Последовательность элементарных закодированных символов принято называть кодовым сообщением или кодовой посылкой. Иногда последовательность закодированных символов известной длины называют кодовым словом, или кодовым кадром.

## Кодирование
Процесс преобразования сообщения в комбинацию символов в соответствии с кодом называется кодированием, процесс восстановления сообщения из комбинации символов называется декодированием.

## Кодовые деревья
Для наглядного описания кодов используются кодовые деревья. Если на каждом его уровне содержится {\displaystyle m_{2}^{l}} узлов, где l — номер уровня (корень дерева находится на нулевом уровне), оно называется полным. Очевидно, величина {\displaystyle m_{2}^{l_{max}}}, называемая объёмом дерева, характеризует максимальное число кодовых комбинаций, которое можно построить при помощи данного дерева.
В теории построения трансляторов такое дерево описывает множество всех возможных цепочек-выводов из формальной грамматики.

## Префиксный код
Префиксным называется код, не имеющий ни одного кодового слова, которое было бы префиксом (началом) любого другого кодового слова данного кода. Любой префиксный код является разделимым (то есть любую последовательность кодовых слов всегда можно однозначно разделить на отдельные из них). Примерами префиксных кодов являются коды Шеннона, Шеннона-Фано и Хаффмана.

## Примеры
Равномерное кодирование: для алфавита с m1 символами используются кодовые слова с длиной {\displaystyle n=up(log_{m_{2}}m_{1})}, где up — округление до большего целого. В этом случае неиспользованными остаются {\displaystyle log_{m_{2}}m_{1}-n} кодовых слов, а остальным проставляются в соответствие символы первичного алфавита. Код Бодо имеет фиксированную длину 5 символов.
Префиксные коды: Код Шеннона-Фано — первый алгоритм неравномерного кодирования. Код Хаффмана — известный метод построения оптимального неравномерного кода (ОНК) с использованием деревьев. Арифметическое кодирование — обобщение кода Хаффмана.